# Гобсек (фільм, 1987)
«Гобсек» — молдовський радянський художній фільм за однойменною повістю Оноре де Бальзака, поставлений режисером Олександром Орловим 1987 року. Виробництво «Молдова-фільм».

## Синопсис
Гобсек — найбагатший та найжадібніший лихвар Парижу. Графиня Анастазі де Ресто заради порятунку від боргової ями свого коханого Максима закладає Гобсеку фамільні діаманти свого чоловіка. Цим необдуманим вчинком вона розкриває перед чоловіком свій любовний зв'язок. Граф де Ресто намагається повернути заставу. Дервіль мирно вирішує питання, а Гобсек радить передати надійному другові все своє майно шляхом фіктивної продажної угоди — це єдиний спосіб врятувати від розорення хоча б дітей. Граф приймає раду й починає за допомогою Дервіля здійснювати цю операцію. Він хоче передати своє майно Гобсеку.

## У ролях
| Актор               | Роль             |
| ------------------- | ---------------- |
| Володимир Татосов   | Гобсек           |
| Сергій Бехтерєв     | Дервіль          |
| Борис Плотніков     | граф де Ресто    |
| Алла Будницька      | графиня де Ресто |
| Ігор Костолевський  | Максим де Трай   |
| Заріфа Бритаєва     | воротарка        |
| Георгій Тейх        | інвалід          |
| Костянтин Богомолов | Ернест           |
| Юхим Лазарєв        | Моріс            |
| Галина Рошка        | покоївка         |
| Валеріу Каланча     | в епізоді        |

## Знімальна група
- Автори сценарію: Георгій Капралов, Олександр Орлов
- Режисер-постановник: Олександр Орлов
- Оператор-постановник: Валентин Бєлоногов
- Композитор: Едуард Артем'єв
- Художник-постановник: Станіслав Булгаков